# NGC 6575
NGC 6575 ist eine 13,0 mag helle elliptische Galaxie vom Hubble-Typ E3 im Sternbild Herkules am Nordsternhimmel. Sie ist schätzungsweise 321 Millionen Lichtjahre von der Milchstraße entfernt und hat einen Durchmesser von etwa 170.000 Lichtjahren. Gemeinsam mit IC 1277 bildet sie das isolierte Galaxienpaar KPG 530.
Die Typ-I-Supernova SN 2002cu wurde hier beobachtet.
Das Objekt wurde am 7. Juni 1866 vom US-amerikanischen Astronomen Truman Henry Safford entdeckt.